# Out on Bail
Out on Bail è il quarto album dei Legs Diamond, pubblicato nel 1984 per l'etichetta discografica Target Records.

## Il disco
Il disco venne pubblicato negli Stati Uniti come EP da 6 tracce nel 1984. In Europa la Music for Nations lo ripubblicò sotto forma di full-length l'anno successivo con l'aggiunta delle due tracce "Doomsday Flight" e "Seems Like a Dream", suonate con il batterista Dusty Watson. Nel 2005 l'etichetta tedesca AOR Heaven ristampò l'album aggiungendo 3 vecchie tracce, "Radio", "Hey Texas", e "One Last Kiss", che vedevano il componente originale Michael Diamond dietro le 4 corde.

## Tracce

### Versione EP (USA 1984)
1. Out on Bail
2. Fugitive
3. Walkaway
4. Find It out the Hard Way
5. Nobody's Fool
6. One Way Ticket

### Versione full-length (Europa 1985)
1. Out on Bail
2. Fugitive
3. Walkaway
4. Doomsday Flight
5. Find It out the Hard Way
6. Nobody's Fool
7. Seems Like a Dream
8. One Way Ticket

### Versione ristampa AOR Heaven (2005)
1. Out on Bail
2. Fugitive
3. Walkaway
4. Doomsday Flight
5. Find It out the Hard Way
6. Nobody's Fool
7. Seems Like a Dream
8. One Way Ticket
9. Radio
10. Hey Texas
11. One Last Kiss

## Formazione
- Rick Sanford - voce
- Jim May - chitarra solista
- Mike Prince - chitarra ritmica, tastiere
- Mike Christie - basso
- Michael Diamond - basso nelle tracce 9, 10, 11 (bonus track versione 2005)
- Jeff Poole - batteria, percussioni
- Dusty Watson - batteria nelle tracce 7, 8